# Banca dei poveri

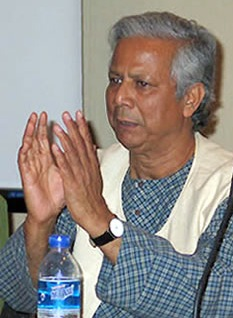
Muhammad Yunus, fondatore della Grameen Bank in Bangladesh

Le cosiddette banche dei poveri sono istituti bancari che operano, soprattutto nei paesi del Terzo Mondo, nel campo della microfinanza, ovvero nell'erogazione di servizi finanziari (quali, ad esempio prestiti, gestione del risparmio ed assicurazioni) caratterizzati da importi unitari molto bassi (equivalenti a pochi euro o decine di euro) a soggetti che il settore bancario tradizionale considera "non solvibili".
Il primo di tale tipologia di istituti bancari è stato la Grameen Bank fondata nel 1976 da Muhammad Yunus in Bangladesh.
Partendo dall'osservazione del fatto che, soprattutto in contesti economici quali spesso quelli riscontrabili nei Paesi in via di sviluppo, basterebbero piccolissime cifre per avviare o migliorare un'attività autonoma e conquistare l'indipendenza economica, tali banche si rivolgono - storicamente - a quelle fasce di popolazione che, vivendo in regime di pura sussistenza (piccoli artigiani, piccoli commercianti, piccoli coltivatori, ...), sarebbero altrimenti costrette, per l'assenza di un sistema finanziario che offra loro un accesso equo al credito bancario, a rivolgersi al mercato nero del credito, cioè all'usura; spesso per far fronte ad una condizione povertà non serve, infatti, l'elemosina ma, anche al livello più basso, è necessario offrire un'occasione di riscatto ai singoli per promuovere la crescita dell'economia attraverso l'erogazione di piccoli prestiti, prestiti spesso troppo bassi per essere considerati dagli istituti di credito tradizionali dal momento che le sole spese burocratiche da questi sostenute ne farebbero lievitare il costo in modo da non renderli convenienti; le banche dei poveri nascono ed operano, invece, proprio con l'obiettivo di rendere remunerativo questo tipo di servizio.
Per conseguire questo risultato tali tipi di istituti bancari operano nei Paesi in via di sviluppo basandosi, nella maggior parte dei casi, sui seguenti principi:
1. non si propongono come un ente burocratico a cui rivolgersi per ottenere un prestito, ma sono i funzionari della banca che si spostano di villaggio in villaggio per avvicinare i possibili clienti;
2. sia per abbattere i costi sia per andare incontro ad una clientela in maggioranza analfabeta, la maggior parte della documentazione cartacea viene abolita ed i prestiti vengono concessi sulla fiducia e senza alcuna garanzia bancaria;
3. per ridurre ulteriormente i costi e rendere più sicura la restituzione attraverso la mutua solidarietà, i crediti vengono normalmente concessi a piccoli gruppi di richiedenti che sono moralmente impegnati ad aiutarsi l'un l'altro in caso di difficoltà;
4. nel suo giro per i villaggi l'impiegato incontra i clienti, riscuote le rate dei pagamenti e raccoglie gli eventuali risparmi, anche se di valore modestissimo;
5. i prestiti, piccoli o grandi che siano, debbono essere restituiti dal momento che non si tratta di assistenzialismo, ma di un prestito dato da una banca ad un suo cliente;
6. la restituzione avviene sempre in forma rateale, spesso settimanale, in modo che eventuali difficoltà del contraente sono subito evidenziate e danno modo alla banca di intervenire in tempo (ad esempio concedendo delle dilazioni).

Questi semplici meccanismi hanno dato, negli anni, risultati sorprendenti: 
- le condizioni di vita dei beneficiari migliorano (ad es. grazie all'avvio di un'attività artigianale o al miglioramento di quella già praticata grazie all'acquisto di nuove attrezzature);
- il tasso di restituzione dei prestiti erogati è, in media, del 99%;
- con gli utili conseguiti la banca paga gli stipendi degli impiegati ed allarga ulteriormente il giro dei prestiti.

Oggi diffuse in numerosi Paesi in via di sviluppo, alcune di queste banche si sono associate a livello internazionale creando il MicroFinance Network: i componenti di tale organizzazione sono oltre 20 tra ONG, banche commerciali ed istituzioni di supporto che offrono consulenza tecnica.
L'esperienza delle banche dei poveri è stata di recente importata, con i necessari adattamenti, anche nei paesi sviluppati per cercare di soccorrere i cosiddetti nuovi poveri, chi, cioè, può trovarsi in gravi difficoltà anche per pagare una semplice bolletta o per far fronte a spese improvvise: un esempio di tale tipo di organizzazioni è, in Italia, il fondo di aiuto sociale "Essere" al quale partecipano associazioni di quartiere, gruppi sportivi, associazioni cattoliche ed imprenditori di Firenze che, supportati da un istituto di credito locale, erogano prestiti dell'importo massimo di poche migliaia di euro.
Le stesse condizioni di vita di pura sussistenza, in cui versano ancora oggi così tante persone nel terzo mondo, sono assimilabili a quelle sperimentate nell'Italia dell'Alto medioevo e del Rinascimento; anche in tale, diverso, contesto storico, la necessità di soccorrere gli indigenti aveva già ispirato soluzioni assimilabili alle moderne banche dei poveri portando alla creazione di Monti che elargivano semenze o prestiti in denaro da restituire con tassi di interesse minimi: i Monti frumentari, i Monti pecuniari ed i Monti di pietà.